# Lips collessi
Lips collessi är en tvåvingeart som beskrevs av Mcalpine och Roger de Keyzer 1994. Lips collessi ingår i släktet Lips och familjen Teratomyzidae.
Artens utbredningsområde är Western Australia. Inga underarter finns listade i Catalogue of Life.